# 瓦朗斯堡
瓦朗斯堡（法語：Bourg-lès-Valence，法語發音：[buʁ lɛ valɑ̃s]），法国东南部城市，奥弗涅-罗讷-阿尔卑斯大区德龙省的一个市镇，隶属于瓦朗斯区，其市镇面积为20.3平方公里，2022年1月1日时人口数量为19,872人，是德龙省人口第四多的市镇，在法国市镇中排名第493位（2021年）。
瓦朗斯堡位于德龙省西部偏北，省会瓦朗斯市区北侧，是瓦朗斯的一个近郊卫星城。

## 地名来源
“Bourg”一名最初可能1065年以“Burgo”的形式被记载。
瓦朗斯堡所处区域历史上曾通行奥克语，“Bourg-lès-Valence”在奥克语维基百科（2025年1月版本）及Openstreetmap中对应的拼写为“Lo Borg de Valença”。

## 历史

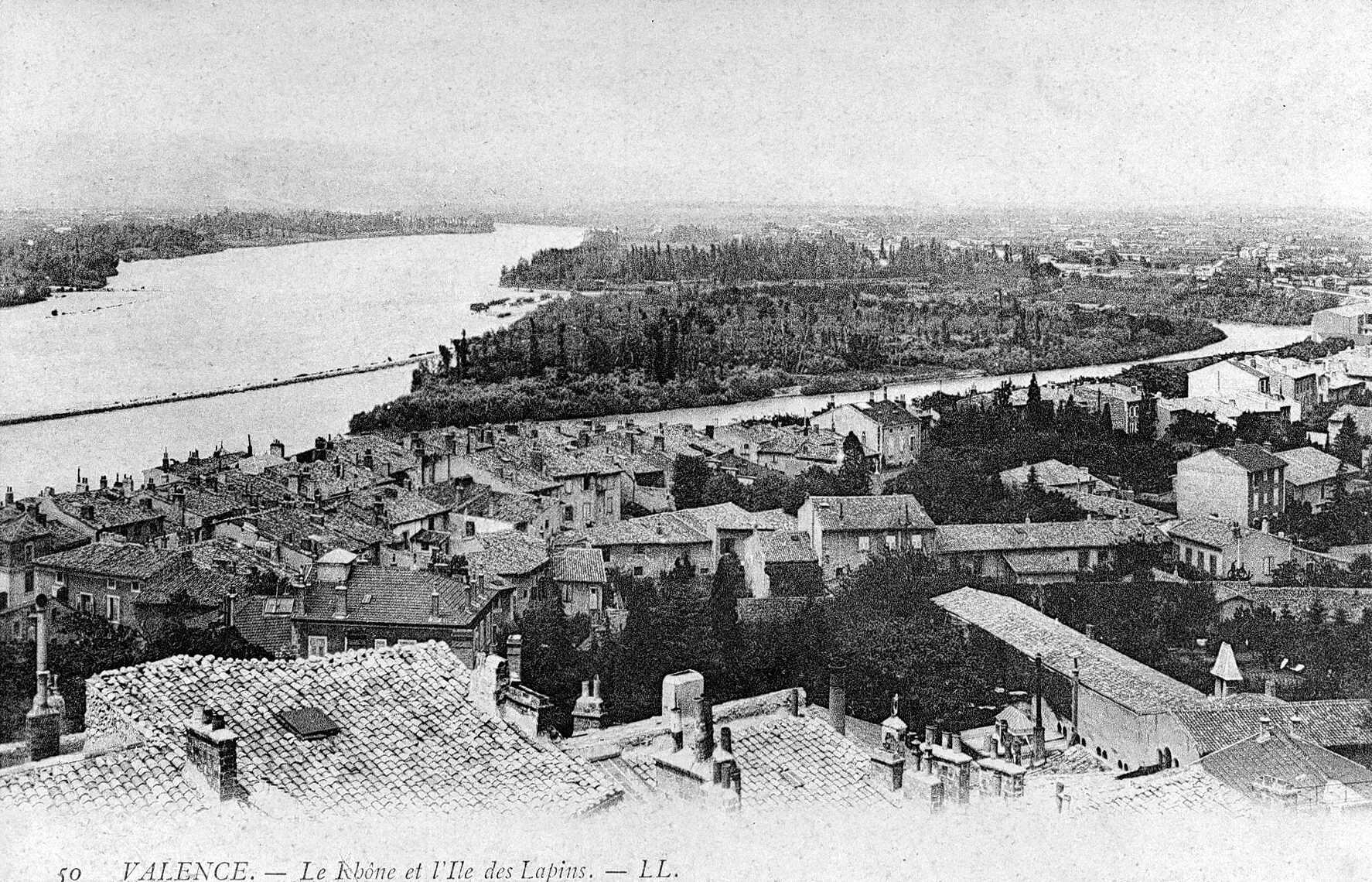
二十世纪初的瓦朗斯堡

瓦朗斯堡的早期历史尚不清楚。根据当地官方网站的论述，罗讷河瓦朗斯堡段在古典时期出现了一处港口，当地镇中心的圣伯多禄教堂于中世纪初建成。宗教战争期间，圣伯多禄教堂于1567年被摧毁。十七世纪时，瓦朗斯堡境内出现了多家纺织作坊。法国大革命后，瓦朗斯堡成为德龙省的一个市镇，并在1793至1801年间为该省的一个县治。自十九世纪初以来，得益于瓦朗斯的城市扩张，瓦朗斯堡人口数量逐年增加。1850年，瓦朗斯堡东部的部分街区被划出用于组建新市镇圣马塞尔莱瓦朗斯。普法战争结束后，瓦朗斯堡纺织厂被改建为子弹厂，后于1964年停产。1968年，罗讷河瓦朗斯堡段新建了一段引水渠和水电站。1973年，瓦朗斯堡县被复设，后于2014年再次被撤销。

## 地理

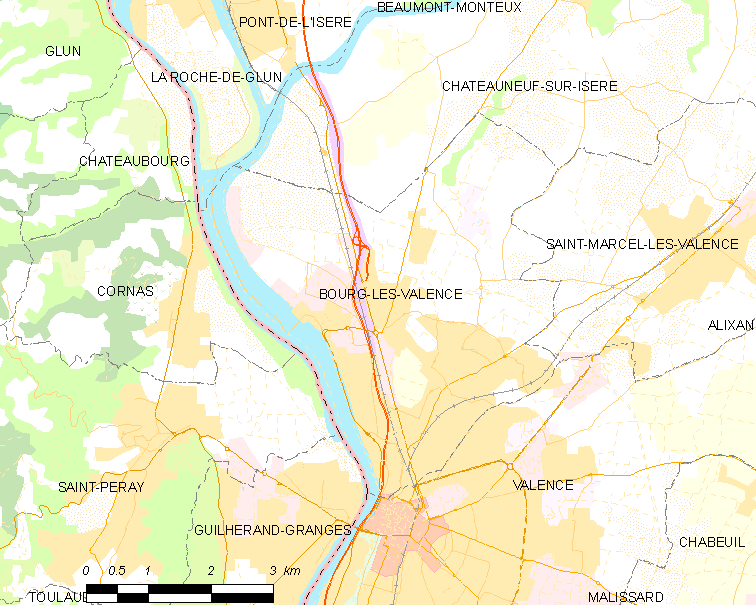
瓦朗斯堡市镇范围地图

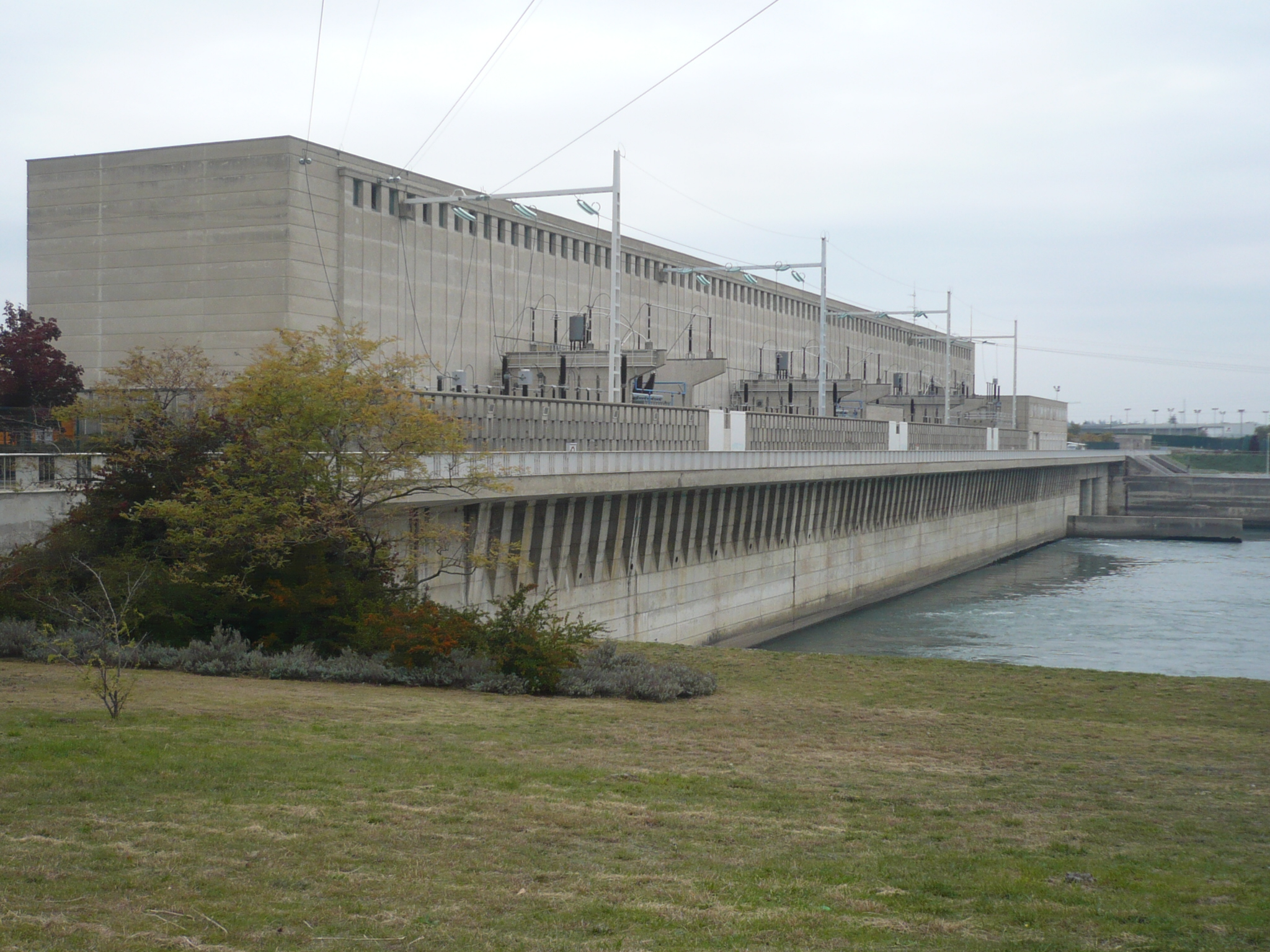
瓦朗斯堡水电站

瓦朗斯堡位于法国东南部，奥弗涅-罗讷-阿尔卑斯大区南部和德龙省西部，距离省会瓦朗斯大约1公里。与瓦朗斯堡接壤的市镇包括：拉罗什德格兰、伊泽尔河畔新堡、科尔纳斯、吉耶朗-格朗日、圣佩赖、圣马塞尔莱瓦朗斯和瓦朗斯。

### 地形
瓦朗斯堡位于罗讷河谷左岸，境内以平地和缓丘为主，市镇中心地势较为平坦，东部的Belleville和Les Bruyères两个街区地势相对较高，全境海拔在99到200米之间。

### 水文
罗讷河干流自北向南流经瓦朗斯堡市镇西界，其左岸支流La Barberolle在此与其交汇；人工开凿的一条引水渠从罗讷河左岸通过，该河道中段建有两处水坝的水电站。

### 植被
瓦朗斯堡属于温带阔叶混交林区，林地多分布于河流附近及坡地地带，其中罗讷河畔建有日罗代岛公园（Parc de l'île Girodet），市区东南部则建有布兰公园（Parc Brun）。
在鲜花城市的评比中，瓦朗斯堡被评为2星级鲜花城市。

### 自然灾害
瓦朗斯堡的地震危险度等级为3级，属于中等危险；氡辐射等级为1级，属于低危险。1982至2024年间，瓦朗斯堡境内共发生9次有记录的自然灾害，其中6次洪涝，1次干旱。

### 气候
瓦朗斯堡在柯本气候分类法中属于带有地中海气候特征的温带海洋性气候（Cfb）。

## 行政区划
瓦朗斯堡的市镇编号为26058，邮政编号为26500。
在行政管理方面，瓦朗斯堡隶属于法国奥弗涅-罗讷-阿尔卑斯大区德龙省瓦朗斯区；在地方选举方面，瓦朗斯堡隶属于瓦朗斯第一县，其市镇范围全境被划入德龙省第一选区；在社会管理方面，瓦朗斯堡是瓦朗斯-罗芒城市圈公共社区的组成部分。
截至2025年1月，瓦朗斯堡市镇范围内暂无任何城市敏感街区及城市政策优先街区。
法国国家统计与经济研究所（简称“INSEE”）在进行数据统计时，将瓦朗斯堡及相邻的另外9个市镇设为瓦朗斯城市核心区，并将包括瓦朗斯堡在内的周边共71个市镇划为瓦朗斯堡城市辐射区。此外，INSEE还将瓦朗斯堡市镇分为了8个“块区”（IRIS），以便于统计人口分布情况。

## 交通

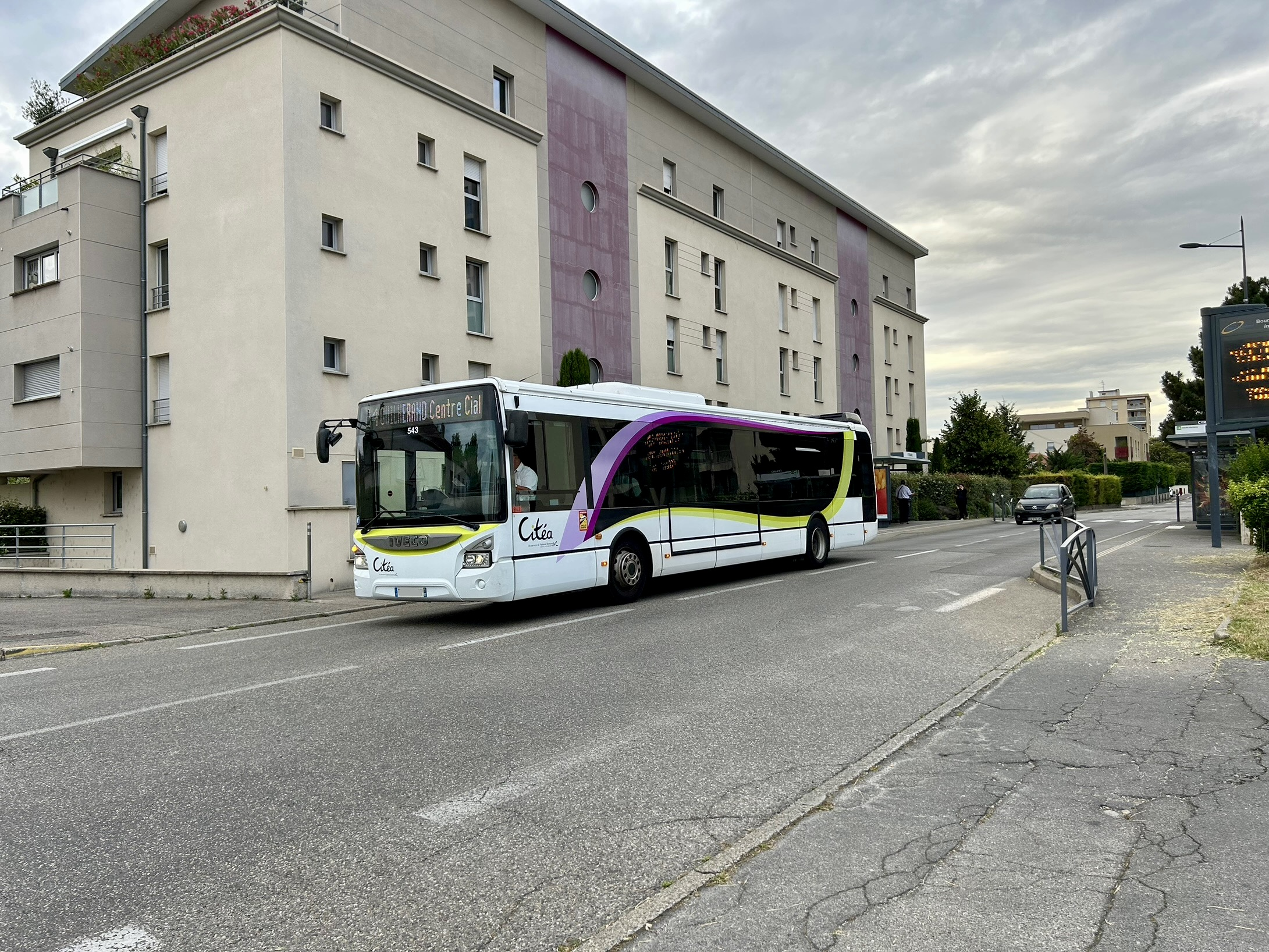
途经瓦朗斯堡街头的Citéa巴士

### 公路
A7高速公路经过瓦朗斯堡境内并设有一处出入口；此外法国国道N7线和德龙省省道D7线、D67线、D268线、D632线、D2007N线在瓦朗斯堡境内交汇。奥弗涅-罗讷-阿尔卑斯城际巴士（商业名称为）下属的D04线和D08线停靠佩阿日堡，可直通坦莱尔米塔日、埃尔巴斯河畔圣多纳等地。
2021年，79.0%的瓦朗斯堡家庭拥有至少一辆私人汽车。2023年，瓦朗斯堡境内共发生各类交通事故7起，造成2人遇难，10人受伤，其中1人重伤。
| 14 | 3 |

| 瓦朗斯 | 2 |

| 伊泽尔河畔罗芒 | 22 |

| 坦莱尔米塔日 | 16 |

### 铁路
法国铁路干线巴黎—马赛铁路和瓦朗斯—穆瓦朗铁路在瓦朗斯堡境内交汇。距离瓦朗斯堡最近的运营中的客运铁路车站为4公里外的瓦朗斯城站，该站停靠往返于巴黎和米拉马斯之间的高速列车，以及前往里昂、格勒诺布尔和阿维尼翁三个方向的区域列车，部分班次可直通马赛、阿讷西、日内瓦和马孔。

### 航空
瓦朗斯堡距离里昂圣埃克絮佩里机场的公路里程大约114公里。

### 城市公共交通
瓦朗斯堡是瓦朗斯-罗芒城市公共交通（商业名称为“Citéa”）是当地的城市公共交通系统。截至2025年1月，该系统共包括数十条各类公交线路，其中公交C3线、C5线和10路、20路经过了瓦朗斯堡市区内。

## 政治

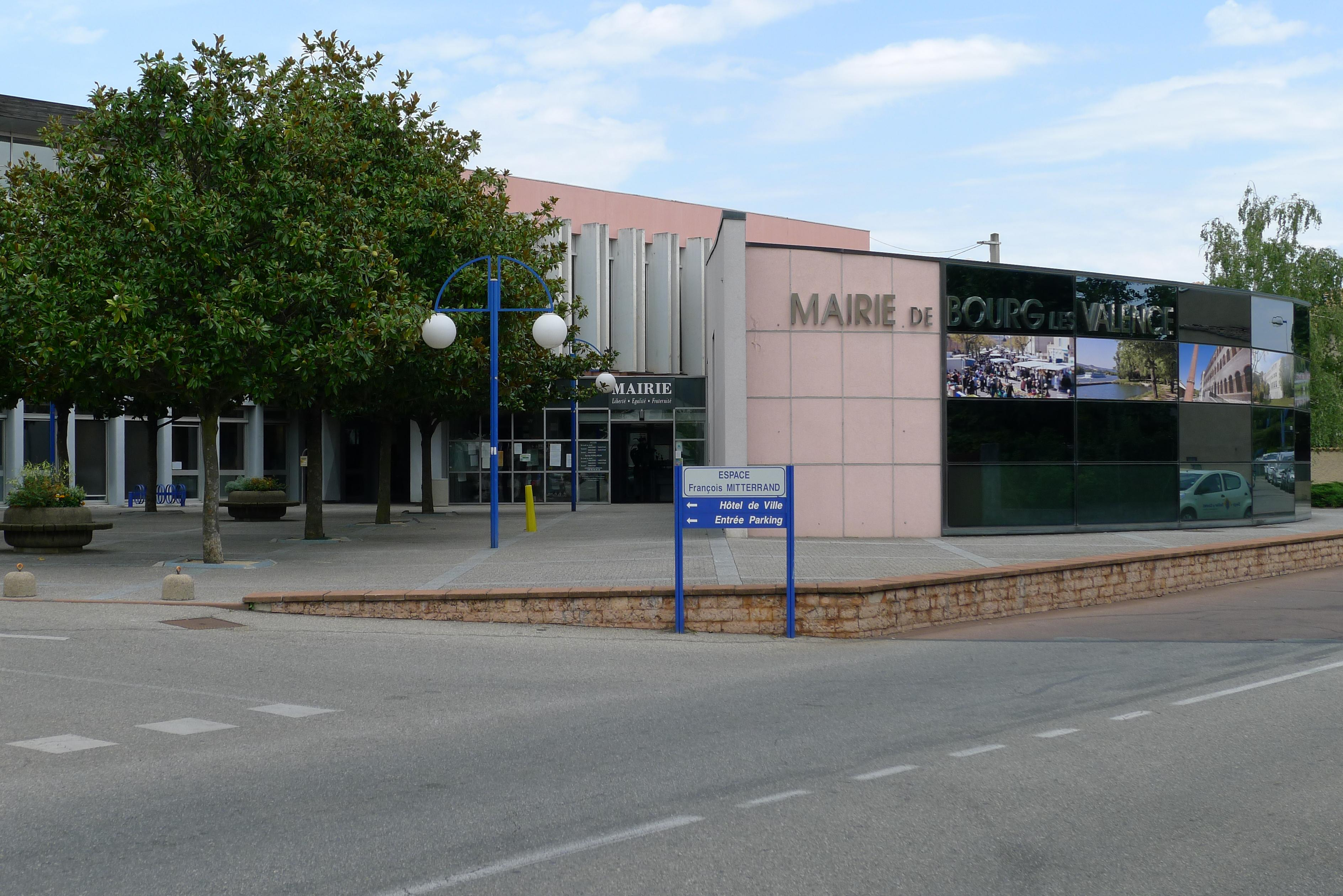
瓦朗斯堡市政厅

瓦朗斯堡的现任市长为马莱娜·穆里耶女生（Marlène MOURIER），她是共和党的一名成员，在2020年的市政选举中获得了52.81%的支持率。
在2022年的法国总统大选的第二轮选举中，法国第25任总统埃马纽埃尔·马克龙在瓦朗斯堡获得了59.92%的支持率。

## 人口
2021年，瓦朗斯堡市镇人口数量为19,581，在法国排名第493位。其中男性9,428人，女性10,153人，75岁及以上人口占9.6%，外籍人口数量为1,319人，人口密度为965人/平方公里，当地居民被称为（男性）或（女性）。2015至2021年间，瓦朗斯堡的人口增长率为–0.4%。2022年，瓦朗斯堡境内出生192人，死亡人口193人。
| 瓦朗斯堡1901年－2022年人口变化情况 |
|                                    |
| 数据来源：Cassini、INSEE           |

## 经济

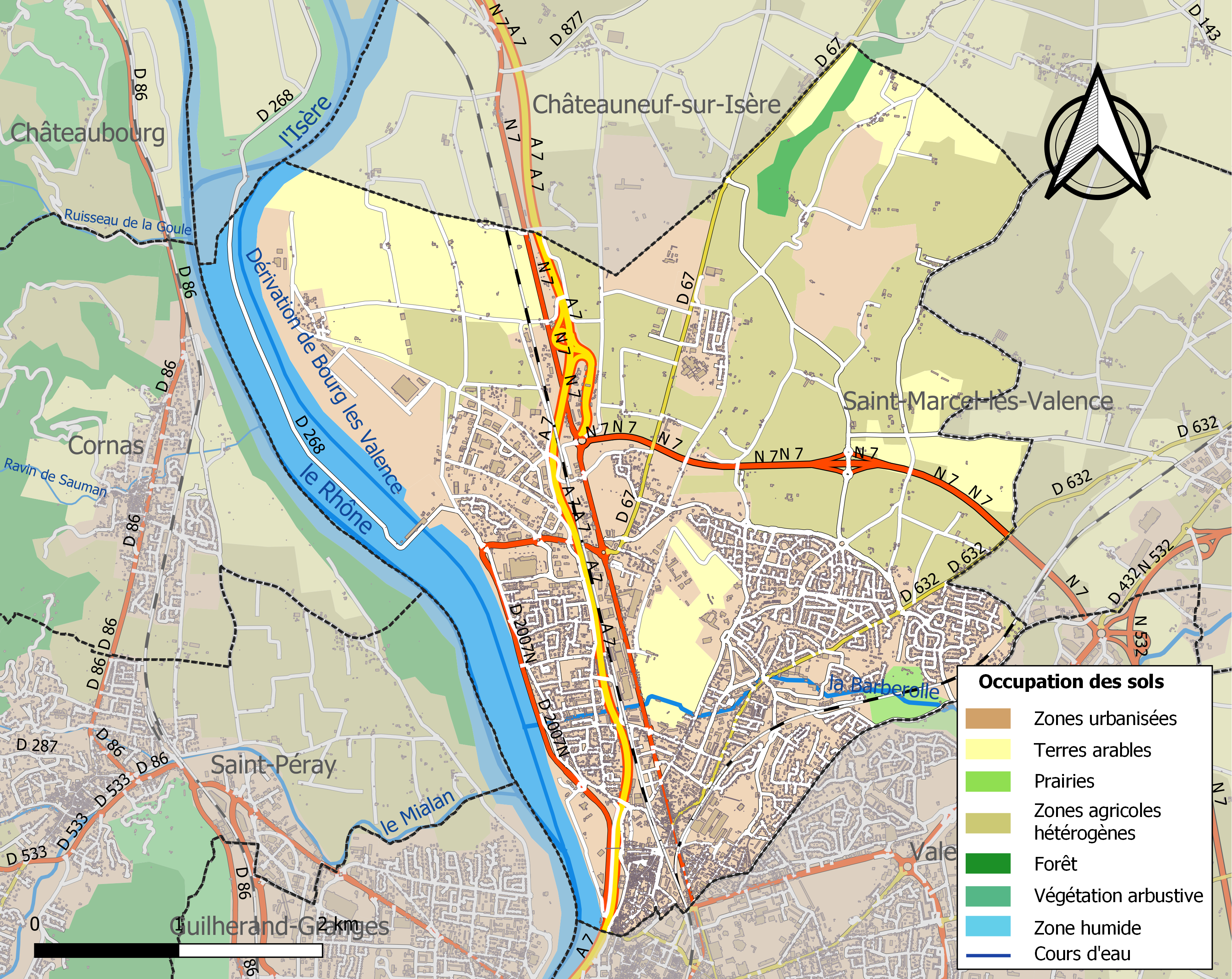
瓦朗斯堡土地利用情况地图

瓦朗斯堡是一个区域性的中心城市。INSEE于2020年将瓦朗斯堡划入瓦朗斯就业区（Zone d'emploi de Valence），并又于2022年将其划入瓦朗斯生活区（Bassin de vie de Valence）。截至2022年底，瓦朗斯堡市镇范围内共有活跃企业599家，其中67.9%的员工总数在9人及以下；按照产业分类，当地一、二、三产业占比分别为1.3%、21.0%和77.6%。（工具制造）、（大型零售）及（军火制造）是当地2022年已公布营业额最高的三个企业，分别为199,220,907欧元、124,275,093欧元和81,098,149欧元。

## 财政与居民收入
2023年，瓦朗斯堡的财政收入总额为22,247,440欧元，财政支出总额为20,260,130欧元，当年的债务总额为9,324,460欧元。 2023年，瓦朗斯堡市镇通过增值税获得661,690欧元的收入，此外当地还共获得了2,480,300欧元的国家直接财政补助。
| 瓦朗斯堡居民收入情况                             | 瓦朗斯堡居民收入情况 | 瓦朗斯堡居民收入情况 | 瓦朗斯堡居民收入情况 |
| 内容                                             | 瓦朗斯堡             | 德龙省               | 法國                 |
| ------------------------------------------------ | -------------------- | -------------------- | -------------------- |
| 居民平均时薪                                     | 15.0欧元（2022年）   | 15.5欧元（2022年）   | 17欧元（2022年）     |
| 高级职员人均时薪                                 | 24.6欧元（2022年）   | 26欧元（2022年）     | 29.1欧元（2022年）   |
| 中级职员人均时薪                                 | 15.8欧元（2022年）   | 16.4欧元（2022年）   | 16.6欧元（2022年）   |
| 普通职员人均时薪                                 | 11.9欧元（2022年）   | 11.9欧元（2022年）   | 12.1欧元（2022年）   |
| 工人人均时薪                                     | 12.2欧元（2022年）   | 12.4欧元（2022年）   | 12.5欧元（2022年）   |
| 贫困率                                           | 16%（2021年）        | 14.8%（2021年）      | 14.5%（2021年）      |
| 青壮年（15至64岁）失业率                         | 13.3%（2021年）      | 12.3%（2021年）      | 10.4%（2021年）      |
| 家庭总数                                         | 8,974（2022年）      | 620（2022年）        | 1,160（2022年）      |
| 征税家庭数量占比                                 | 43.0%（2023年）      | 49.5%（2022年）      | 44.8%（2022年）      |
| 家庭年均纳税                                     | 2,986欧元（2023年）  | 2,154欧元（2022年）  | 4,481欧元（2022年）  |
| 资料来源：INSEE、L'Internaute、Le Journal du Net |                      |                      |                      |

## 社会事务

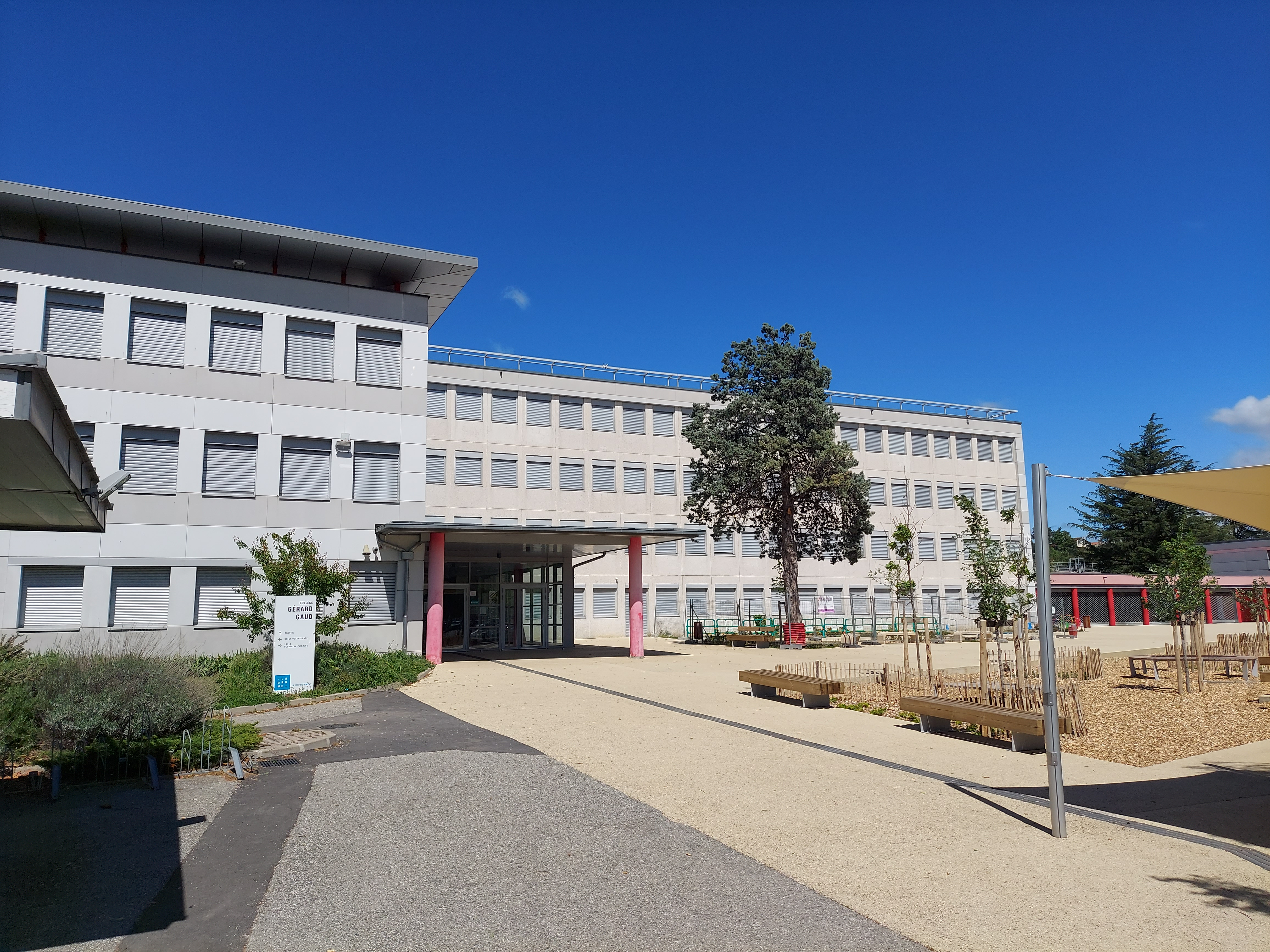
瓦朗斯堡的一所初级中学

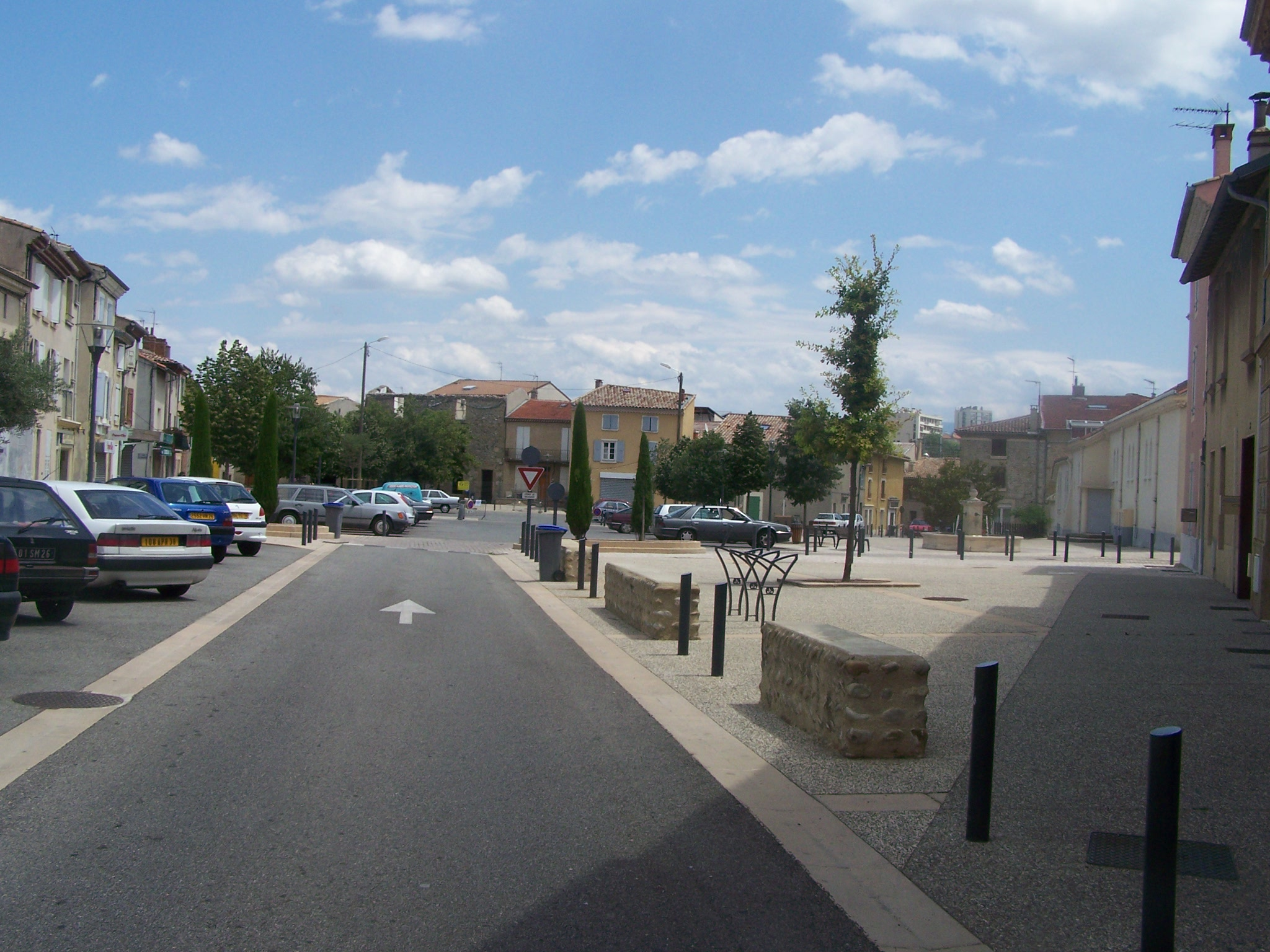
自由广场

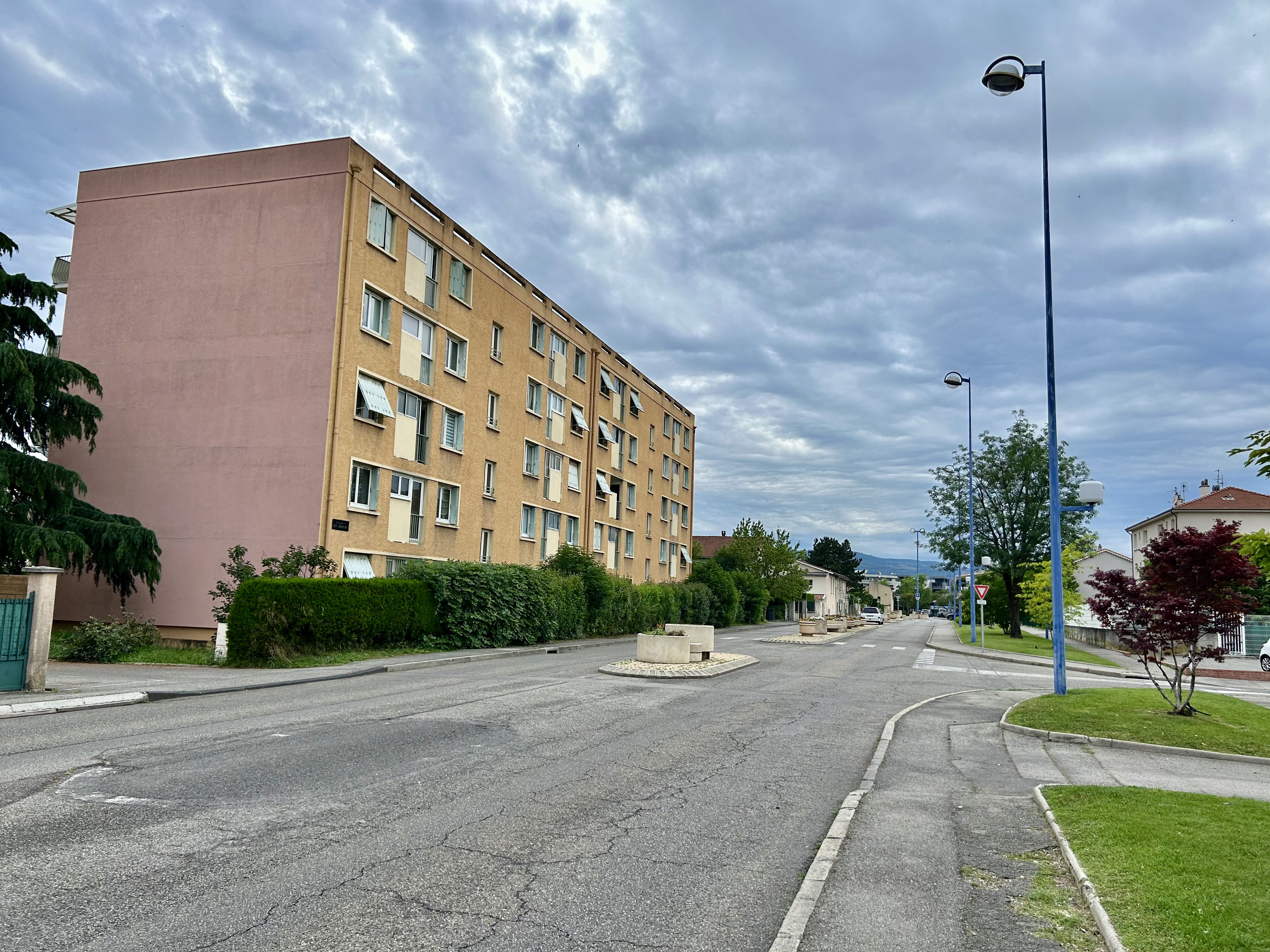
花园街上的居民公寓

### 教育
瓦朗斯堡属于格勒诺布尔学区。截至2023年1月1日，瓦朗斯堡境内共有6所幼儿园、9所小学、1所初级中学、1所普通高中和1所农业高中。2022至2023学年度，瓦朗斯堡境内共有在校中等教育阶段学生1,564名。

### 医疗
截至2023年1月1日，瓦朗斯堡境内共有全科医生6名、保健师18名、牙医12名、护士22名、助产士3名、药房7家、养老院1家、残疾人帮扶中心1家。
距离瓦朗斯堡最近的区域性医疗机构为瓦朗斯中心医院（Centre Hospitalier de Valence），其主病区医院位于瓦朗斯市区南部，距离瓦朗斯堡市区的正常车程大约12分钟，该院设有床位740个，是德龙省规模最大的公立综合性医院。

### 住房
2021年，瓦朗斯堡境内共有各类住房9,982套，其中47.9%为独立式住宅，51.4%为集中式住宅。常住房屋占瓦朗斯堡市镇范围内居民建筑总量的91.7%。2023年，瓦朗斯堡的居住税率为9.66%，不动产税率为34.21%。
在住房保障政策方面，2023年，瓦朗斯堡境内共有4,080户家庭获得了家庭津贴补助，受益人数占总人口数量的20.8%，其中1,795份为房租补助。

### 商业
2021年，瓦朗斯堡境内共有各类实体商铺497家，其中餐厅56家、大型超市3家、杂货店7家、面包房19家、肉铺7家、书店2家、银行门店8家、美容美发店33家、汽车维修店46家。瓦朗斯堡镇中心北部建有商业街区，有E.Leclerc、Grand Frais、Lidl超市等卖场。

### 体育
2023年，瓦朗斯堡境内共有1家游泳池、4间体育馆、2座综合体育场、1处网球场、5处足球或橄榄球场、6处篮球或排球场以及2处高尔夫球场。
截至2025年1月，瓦朗斯堡境内共有两家注册足球俱乐部。瓦朗斯堡足球俱乐部（Football Club Bourg lès Valence，编号504375）是当地的代表性足球队，成立于1937年，其主队2024至2025赛季参加德龙-阿尔代什足球联赛甲组（法国第九级别），其主场为克拉雷球场（Stade Claret）。

### 环境
瓦朗斯堡的环境事务由其所属的瓦朗斯-罗芒城市圈公共社区联合各级政府协调负责。2021年，瓦朗斯堡境内共有6家污染企业。

### 治安
2023年，瓦朗斯堡市镇范围内累计记录各类案件811起，其中盗窃类案件383起，人身侵犯类案件217起，毒品交易类案件49起。

## 文化

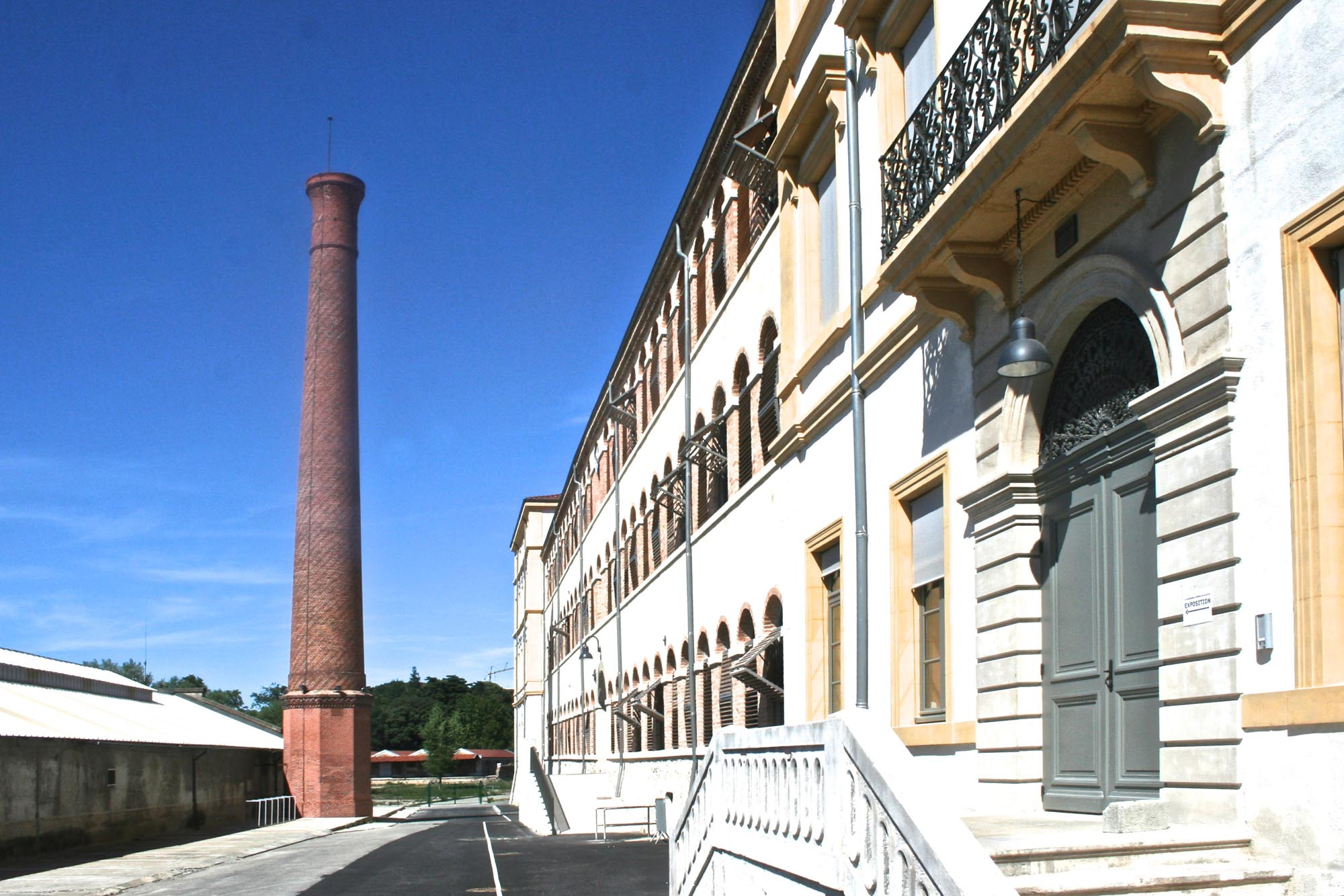
子弹厂旧址

2021年，瓦朗斯堡境内暂无任何文化设施。瓦朗斯堡境内建有天桥多媒体中心（Médiathèque La Passerelle），每周二至六向公众开放。

### 建筑
瓦朗斯堡子弹厂旧址是瓦朗斯堡境内唯一的法国国家文物保护单位，此外当地的圣伯多禄教堂（Église Saint-Pierre de Bourg-lès-Valence）也是一处地标性建筑物。

### 旅游
瓦朗斯堡的旅游事务由其所属的瓦朗斯-罗芒城市圈公共社区联合各级政府协调负责。2024年，瓦朗斯堡境内共有6家酒店共计295间房间。

### 媒体
法国主要的媒体均可在瓦朗斯堡接收，法国电视三台下属的奥弗涅-罗讷-阿尔卑斯大区频道在部分时段播出瓦朗斯堡所在德龙省的地方新闻。《自由多菲内报》、《德龙周刊》、Ici德龙-阿尔代什等为当地的主要地方性媒体，《德龙农业》周刊的发行总部位于瓦朗斯堡。

## 相关人物
法国律师勒内·贝朗热出生于瓦朗斯堡。

## 友好城市
截至2025年1月，瓦朗斯堡共与两座城市建立了友好城市关系：
- 德国 埃伯斯巴赫-新盖斯多夫
- 亞美尼亞 塔林市镇